# Just Dropped In
Just Dropped In é um filme mudo em curta-metragem norte-americano de 1919, do gênero comédia, Hal Roach e estrelado por Harold Lloyd.

## Elenco
- Harold Lloyd
- Snub Pollard
- Bebe Daniels
- Mildred Forbes
- Estelle Harrison
- Wallace Howe
- Margaret Joslin
- Belle Mitchell
- William Petterson
- Noah Young